# Leonidas Stergiou
Leonidas Stergiou (* 3. März 2002 in Wattwil) ist ein Schweizer Fussballspieler. Seit 2023 spielt er auf der Position des Innenverteidigers für den VfB Stuttgart. Er ist Nationalspieler der Schweiz.

## Karriere

### Verein
Der Sohn einer serbischen Mutter und eines griechischen Vaters wurde in Wattwil im schweizerischen Toggenburg geboren. Er begann mit dem Fussballspielen beim FC Wil, bevor er 2015 in die Fussballschule des FC St. Gallen wechselte. Am 6. Februar 2019 debütierte Leonidas Stergiou im Alter von 16 Jahren als Profi in der Super League, als er beim 3:1-Heimsieg gegen den FC Zürich eingesetzt wurde.
Nach 139 Einsätzen in der Super League für St. Gallen wechselte er am 22. August 2023 nach Deutschland zum Bundesligisten VfB Stuttgart. Der Wechsel erfolgte im Rahmen eines Leihgeschäfts mit Kaufoption. Im Mai 2024 wurde Stergiou vom VfB fest verpflichtet.

### Nationalmannschaft
Am 13. September 2016 debütierte Leonidas Stergiou beim 4:1-Auswärtssieg im Testspiel gegen die Färöer-Inseln für die Schweizer U15-Nationalmannschaft. Seitdem gehörte er, mit Ausnahme, der U18 und der U20, sämtlichen Nachwuchsnationalmannschaften der Eidgenossen an, aktuell gehört er zum Kader der Schweizer U21-Nationalmannschaft. Sein erstes U21-Länderspiel absolvierte Stergiou am 13. Oktober 2020 beim 3:0-Sieg im EM-Qualifikationsspiel gegen Liechtenstein.
Er gab sein Debüt für die Schweizer A-Nationalmannschaft am 12. Juni 2022 bei einem 1:0-Heimsieg gegen Portugal in der Nations League.

## Titel
- Deutscher Pokalsieger: 2025 (VfB Stuttgart)